# Karl Ferdinand von Buol-Schauenstein
Karl Ferdinand von Buol-Schauenstein, född 17 maj 1797, död 28 oktober 1865, var en österrikisk-ungersk diplomat. Han var son till diplomaten Johann Rudolf von Buol-Schauenstein.
Buol-Schauenstein innehade olika diplomatiska uppdrag i Karlsruhe, Stuttgart, Turin och Sankt Petersburg. 1851 blev han ambassadör i London och var 1852-59 utrikesminister och konseljpresident. Buol-Schauenstein ledde Österrike-Ungerns politik under Krimkriget och var på Pariskongressen i mars 1856 sitt lands representant.